# BYD Han
O BYD Han (em chinês:  比亚迪汉) é um sedan grande/executivo (segmento E) fabricado pela BYD Auto, disponível em uma variante totalmente elétrica e uma variante híbrida plug-in (PHEV). É a mais recente entrada dos veículos de passageiros da série "Dynasty" da BYD e recebe o nome da Dinastia Han, a primeira era de ouro da China Imperial. Uma versão designada para carona também está disponível, chamada e9.

## Visão geral

### Conceito
O Han foi precedido pelo carro-conceito E-SEED GT, apresentado no Shanghai Auto Show 2019. A versão conceito apresentava portas em forma de asa de gaivota, um layout de tração nas quatro rodas e um 0 a 100 km/h em menos de 4 segundos. 

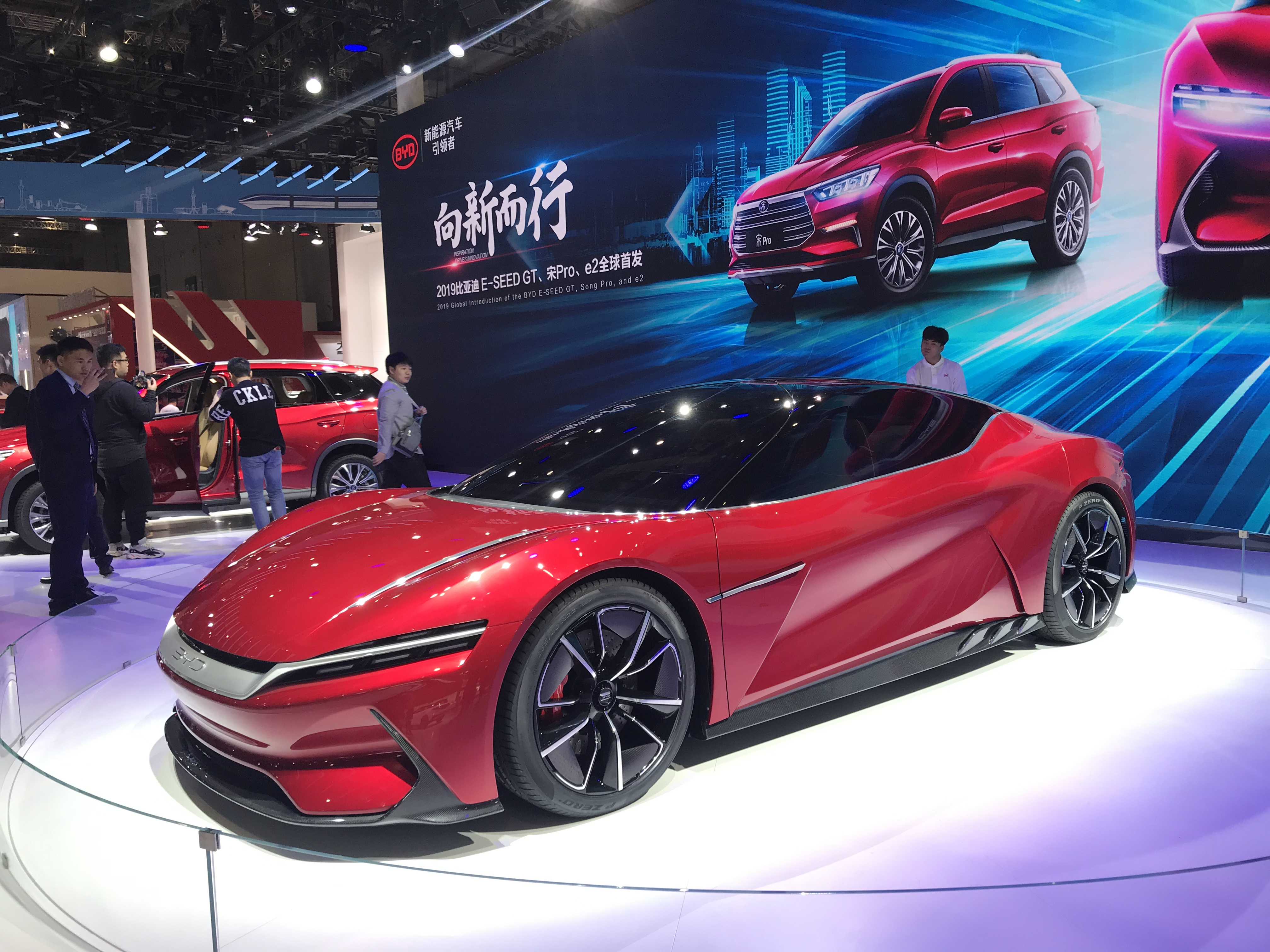
Visão frontal do conceito E-SEED GT
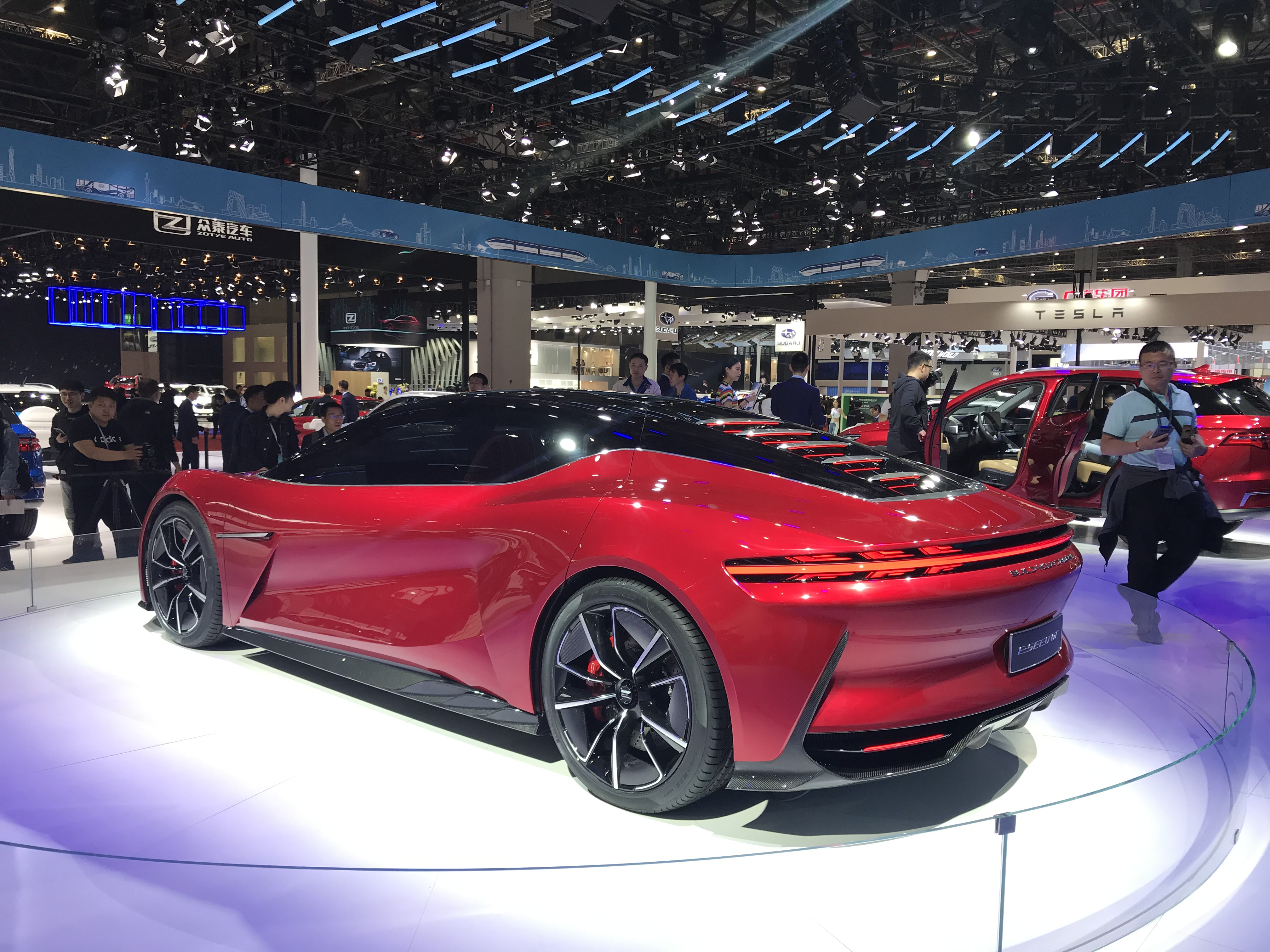
Visão traseira do conceito E-SEED GT

### Han DM
O Han DM ("dual mode") é a variante híbrida plug-in do BYD Han, equipado com uma bateria de íon-lítio de 15,2 kilowatt-horas (55 MJ) que oferece uma autonomia totalmente elétrica de 81 quilômetros avaliado pelo NEDC. O Han DM é desenvolvido na plataforma DM3, com um sistema de transmissão híbrido que produz 180 kW (241 hp; 245 PS) de seu motor síncrono traseiro de ímã permanente e 141 kW (189 hp) do motor turbo de 2.0 litros, elevando a potência de saída combinada para 321 kW (430 hp; 436 PS). Tem uma transmissão automática de dupla embreagem de 6 velocidades e pode acelerar de 0 a 100 km/h em 4,7 segundos. Com base no ciclo de condução NEDC, o consumo de combustível combinado é de 1.4 L/100 km (71.4 km/L) e o consumo de combustível do motor de combustão interna é 5.9 L/100 km (16.9 km/L).

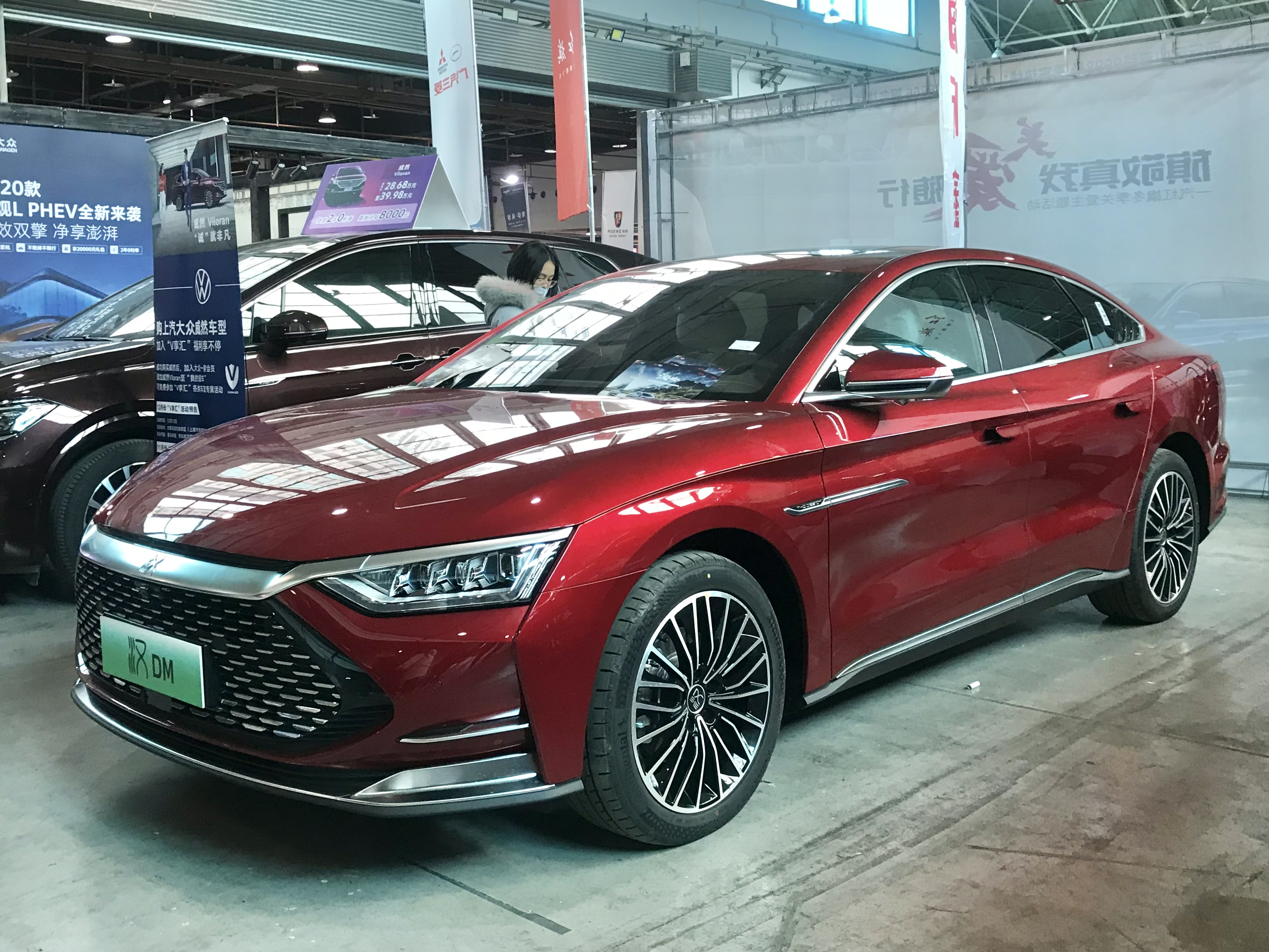
Visão frontal do BYD Han DM
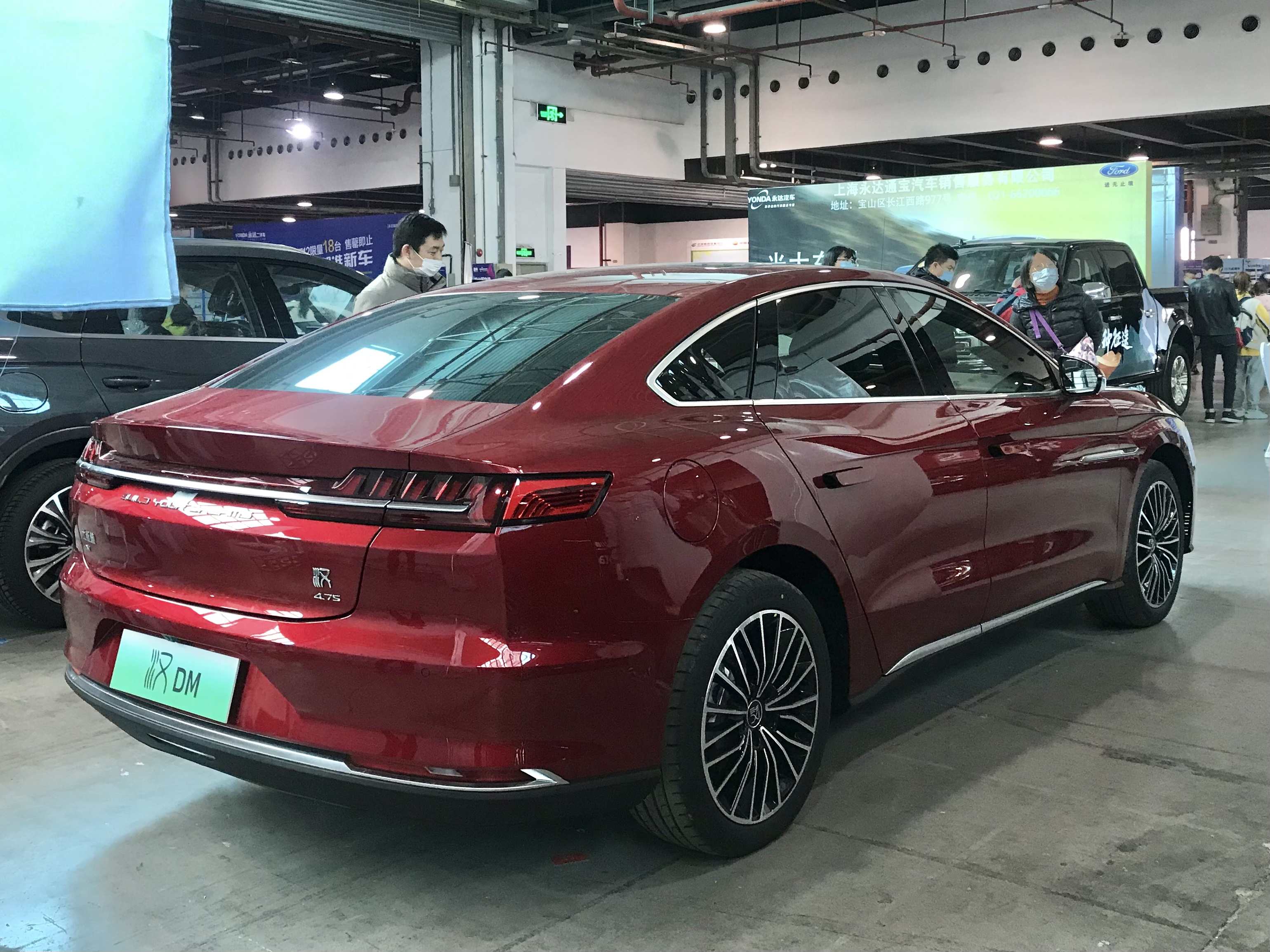
Visão traseira do BYD Han DM

### Han EV
O Han EV é a variante totalmente elétrica do BYD Han, e todos os seus modelos são projetados com uma bateria de 76,9 kilowatt-horas (277 MJ), que carrega de 30 a 80% em 25 minutos. O Han EV utiliza um novo design de bateria LFP proprietária "Blade" (刀片电池), alegando ocupar menos espaço do que uma bateria LFP convencional com a mesma capacidade de energia. A BYD também enfatizou a segurança da bateria contra fuga térmica mesmo em caso de dano, e mostrou os resultados de um teste no qual a bateria foi perfurada com um prego enquanto um ovo de galinha cru foi colocado em cima dela. A temperatura da bateria permaneceu baixa mesmo depois de furada e o ovo permaneceu cru.
O modelo básico Han EV, chamado de "Extended Range" (超长续航版), tem tração dianteira com um alcance totalmente elétrico (NEDC) de 605 quilômetros. É alimentado por um motor elétrico de 163 kW (219 hp; 222 PS) que pode acelerar de 0 a 100 km/h em 7,9 segundos. O modelo "Flagship" (旗舰型) tem tração nas quatro rodas com um motor dianteiro adicional de 163 kW (219 hp; 222 PS), elevando a potência total para 363 kW (487 hp; 494 PS), e supostamente pode acelerar de 0 a 100 km/h em apenas 3,9 segundos. É classificado com uma autonomia de 550 km (NEDC).

Há também uma versão modificada do Han EV, chamada de BYD e9, com grade frontal e uma autonomia de 506 km (NEDC), voltado principalmente para o mercado de transporte por aplicativos.

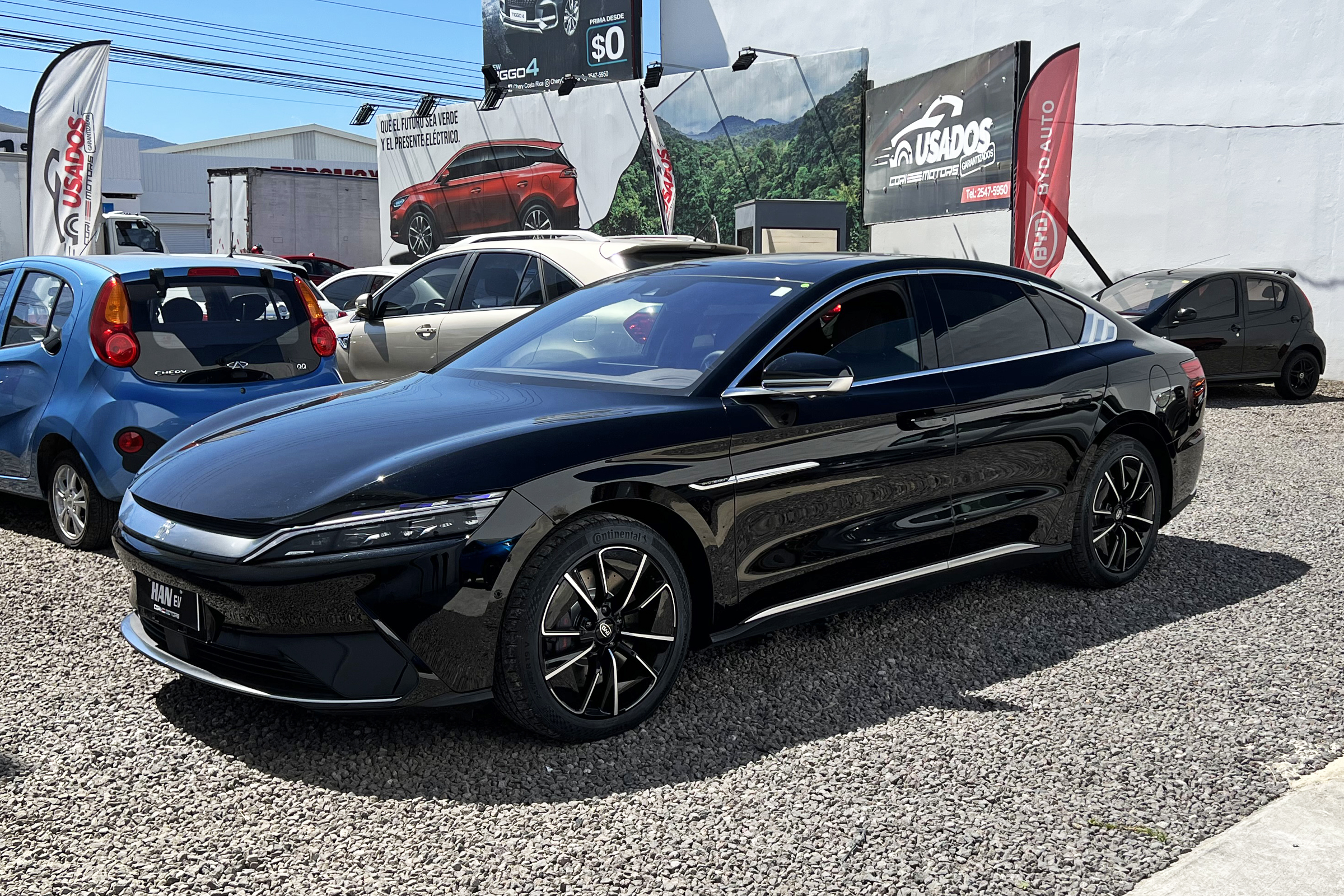
Visão frontal do BYD Han EV
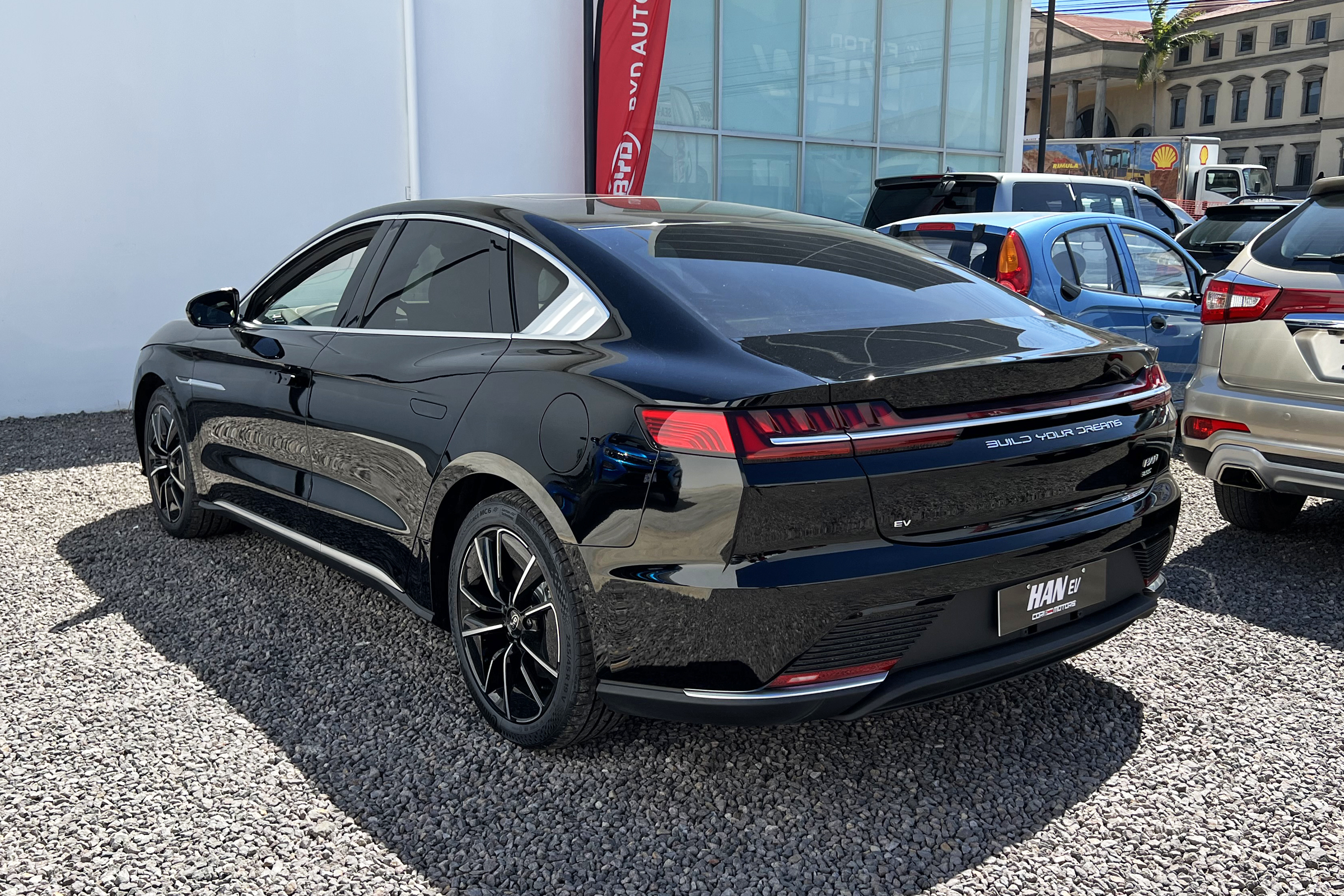
Visão traseira do BYD Han EV

### e9
Em linha com os outros produtos da série e, como e2, e3, e5 e e6, o BYD e9 foi lançado oficialmente em março de 2021 com um único nível de acabamento. O BYD e9 está disponível com um modelo de tração dianteira com motor único e potência máxima de 163 kW (219 hp; 222 PS), um torque máximo de 330 N⋅m (33.7 kg⋅m), uma autonomia de 506 km (NEDC) e uma aceleração de 0 a 100 km/h em apenas 7,9 segundos. Em termos de estilo, o e9 é amplamente baseado no BYD Han e apresenta diferentes inserções de grade e logotipos.

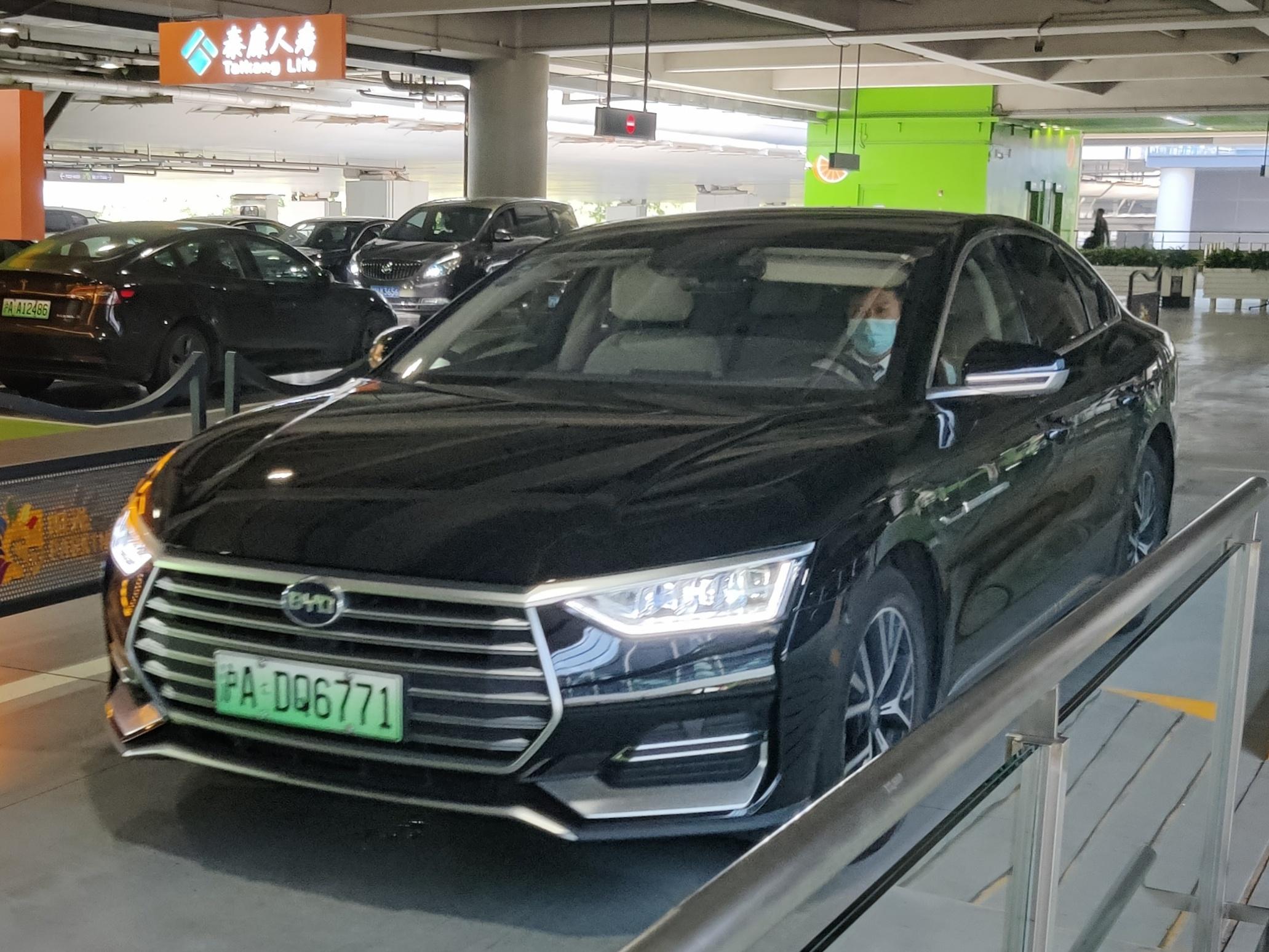
Visão frontal do BYD e9
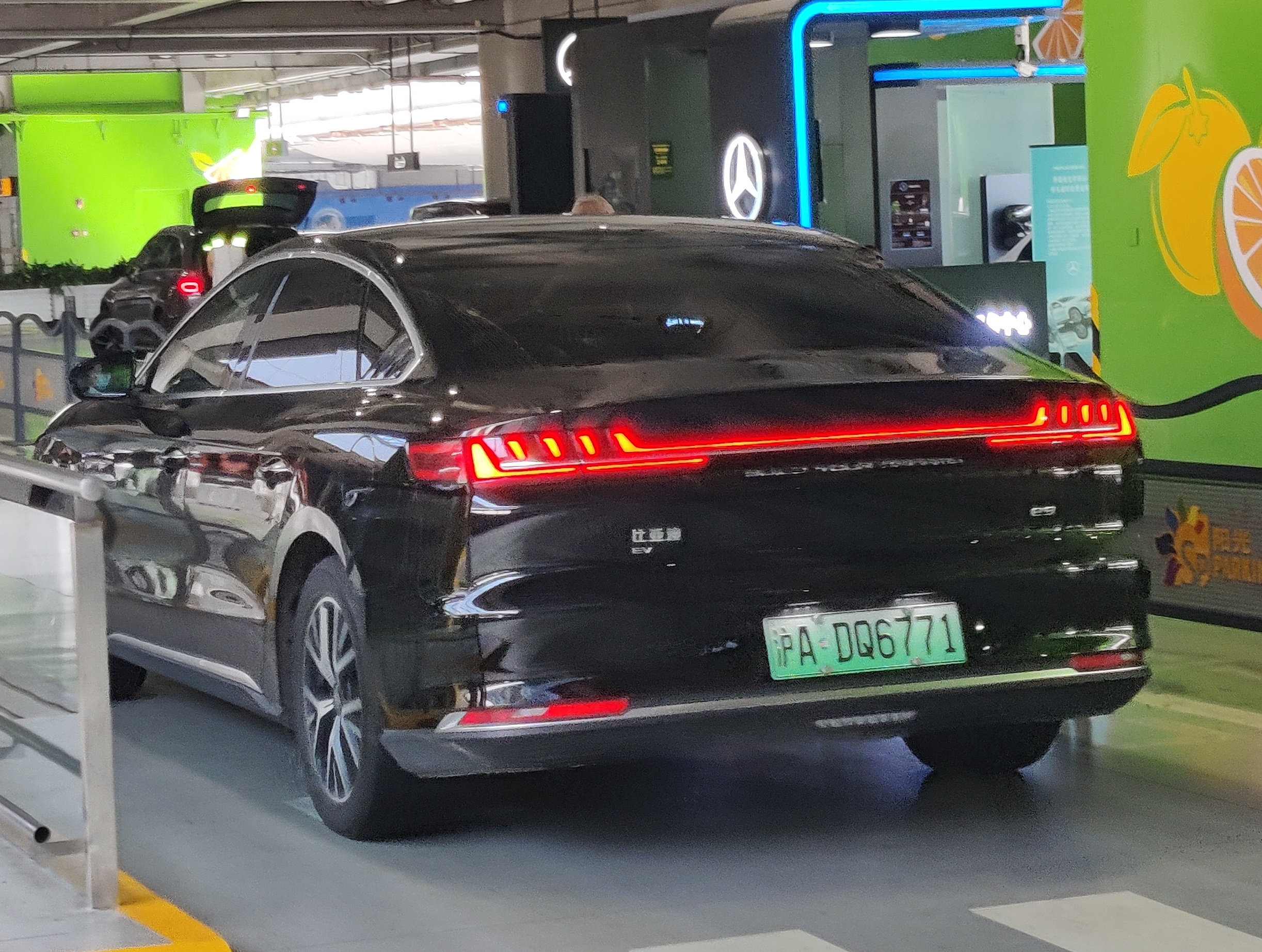
Visão traseira do BYD e9
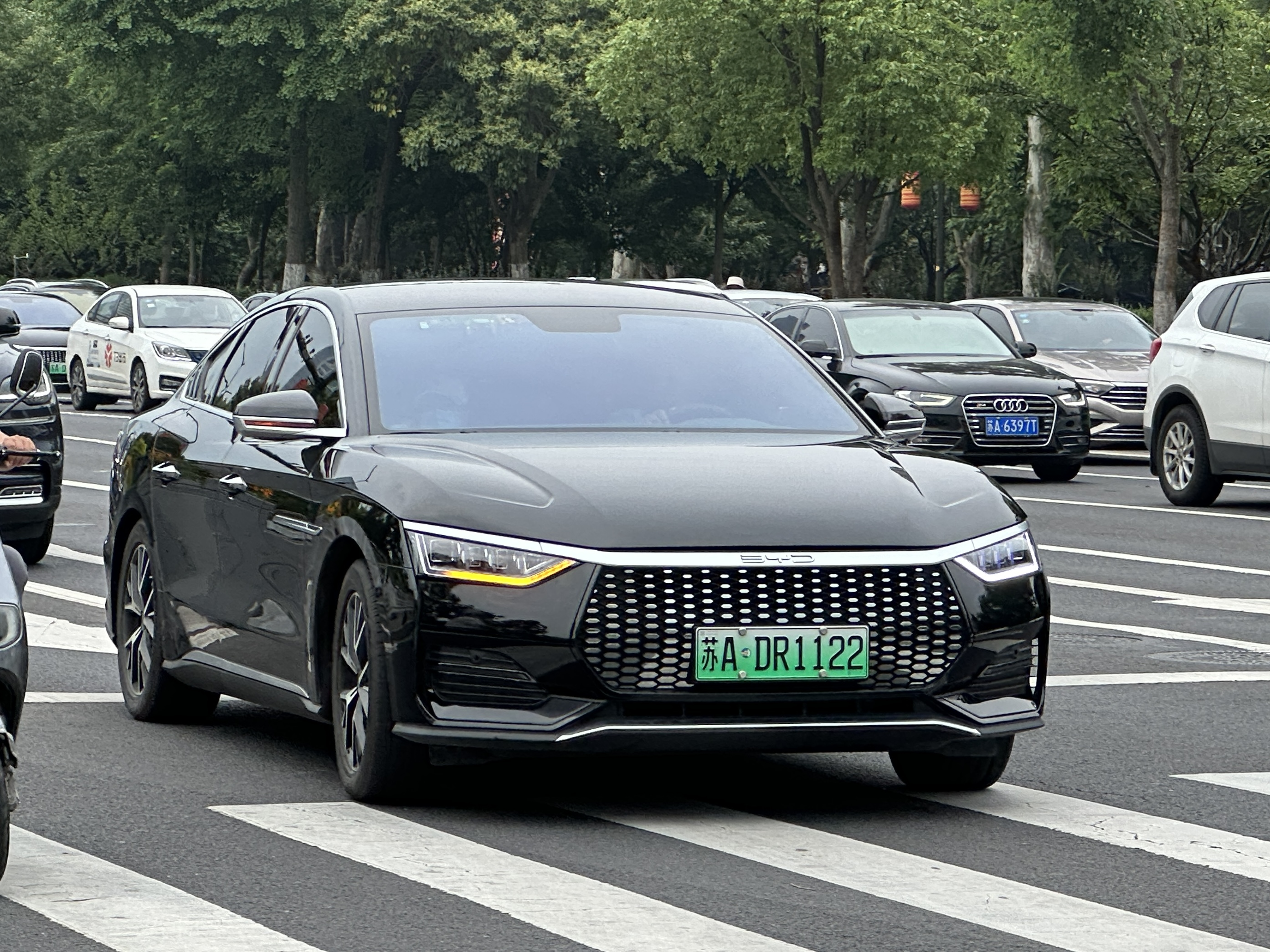
Visão frontal do BYD e9 (pós-facelift)

## Facelift (2022)
A BYD lançou o Han DM-i, Han DM-p, Han EV Founding Edition e Han EV Green Edition em 10 de abril de 2022.

### Han DM-i e Han DM-p
O Han DM-i é o facelift que substitui o Han DM original e foca na economia de combustível com quatro versões disponíveis, três das quais com autonomia de 121 km e outro com autonomia de 242 km. O modelo DM-i tem um alcance combinado de até 1,300 quilômetros. O Han DM-p é uma variante de desempenho, fazendo 0 a 100 km/h em 3,7 segundos. 

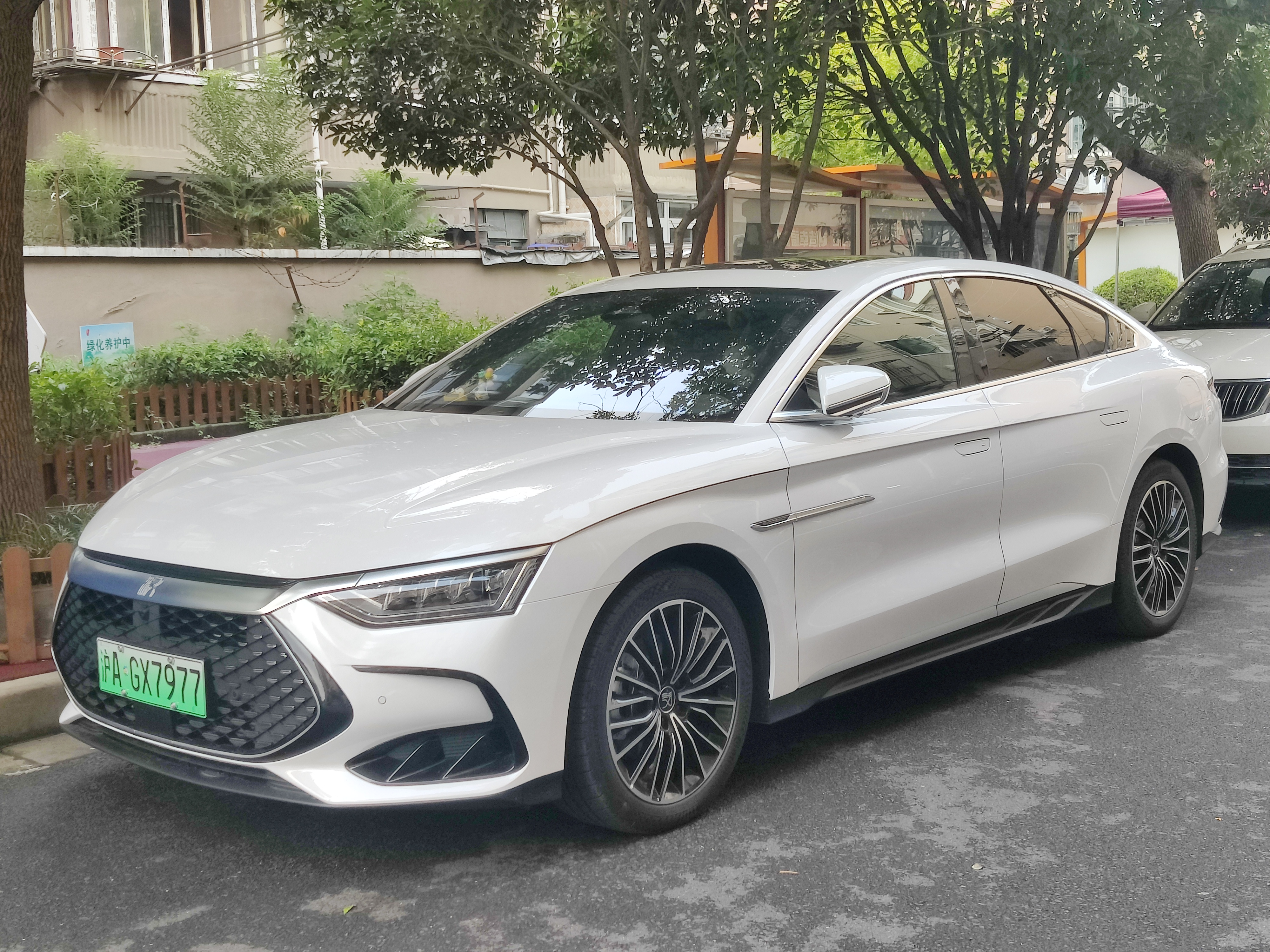
Visão frontal do BYD Han DM-i
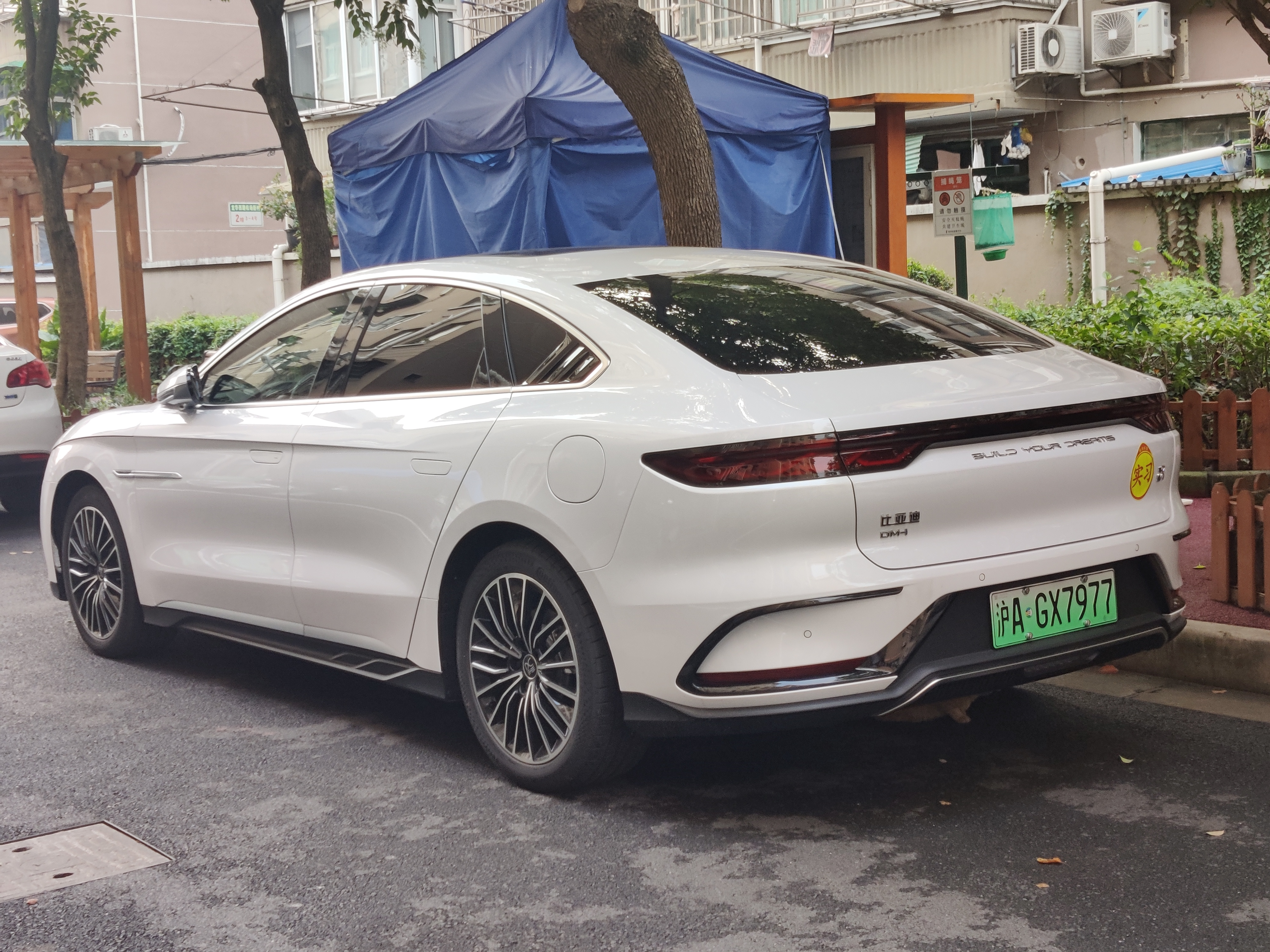
Visão traseira do BYD Han DM-i
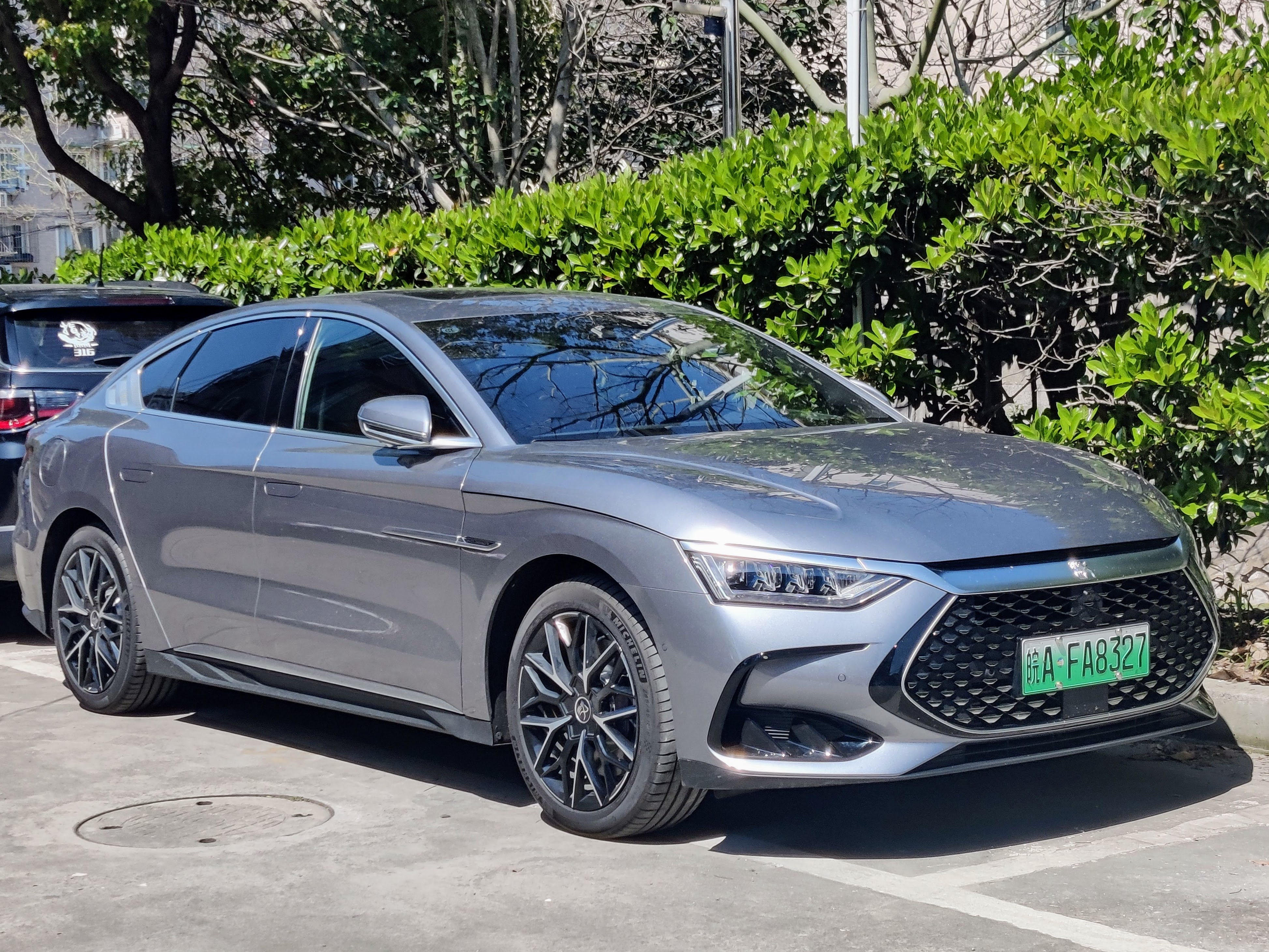
Visão frontal do BYD Han DM-p
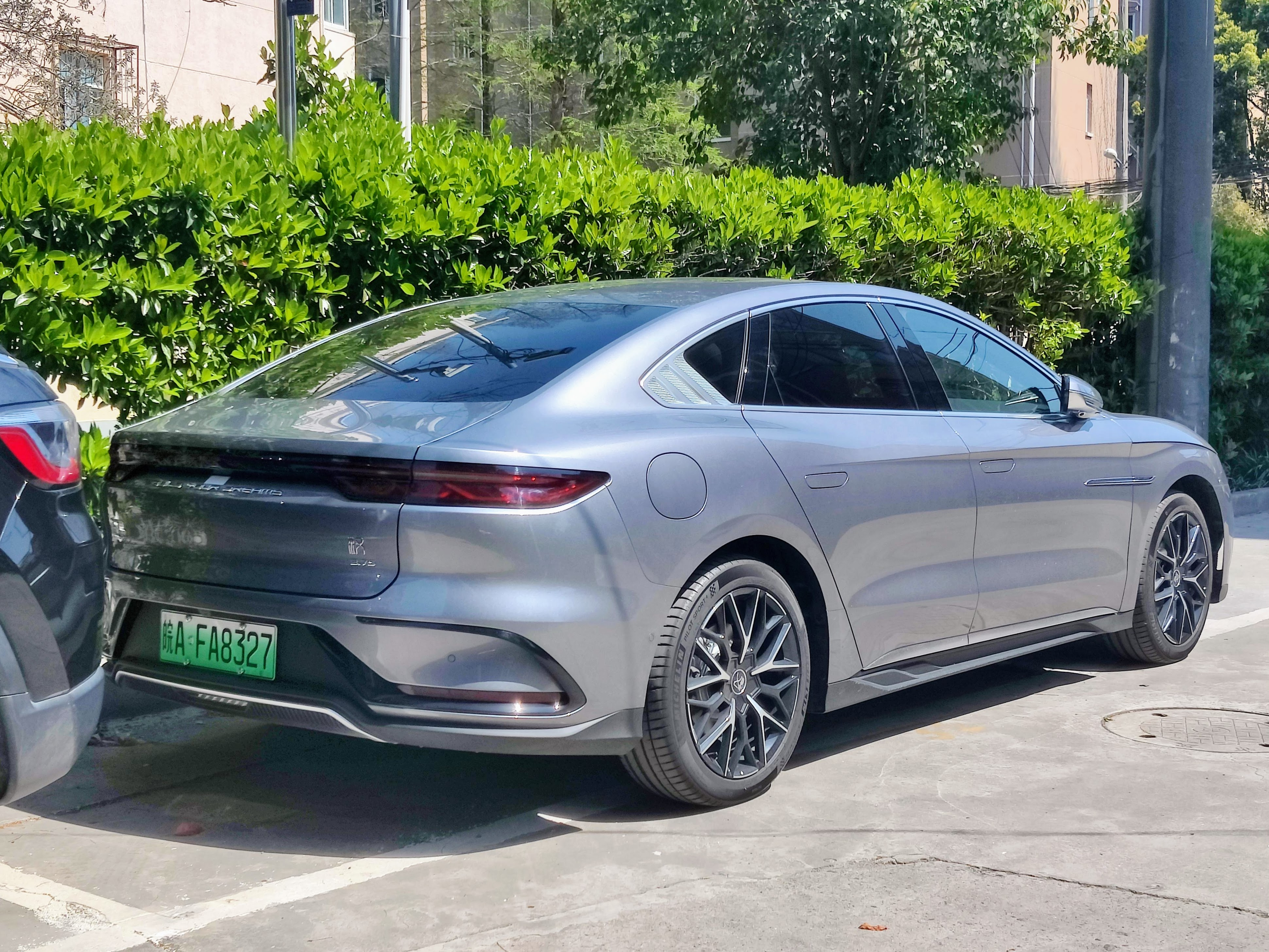
Visão traseira do BYD Han DM-p

### Han EV
O Han EV atualizado apresenta o para-choque dianteiro reestilizado e a traseira atualizada também compartilhada com as variantes DM-i e DM-p atualizadas e foi lançada com o Han EV Founding Edition, incluindo uma variante com um alcance de 610 km e duas variantes com um alcance de 715 km. 

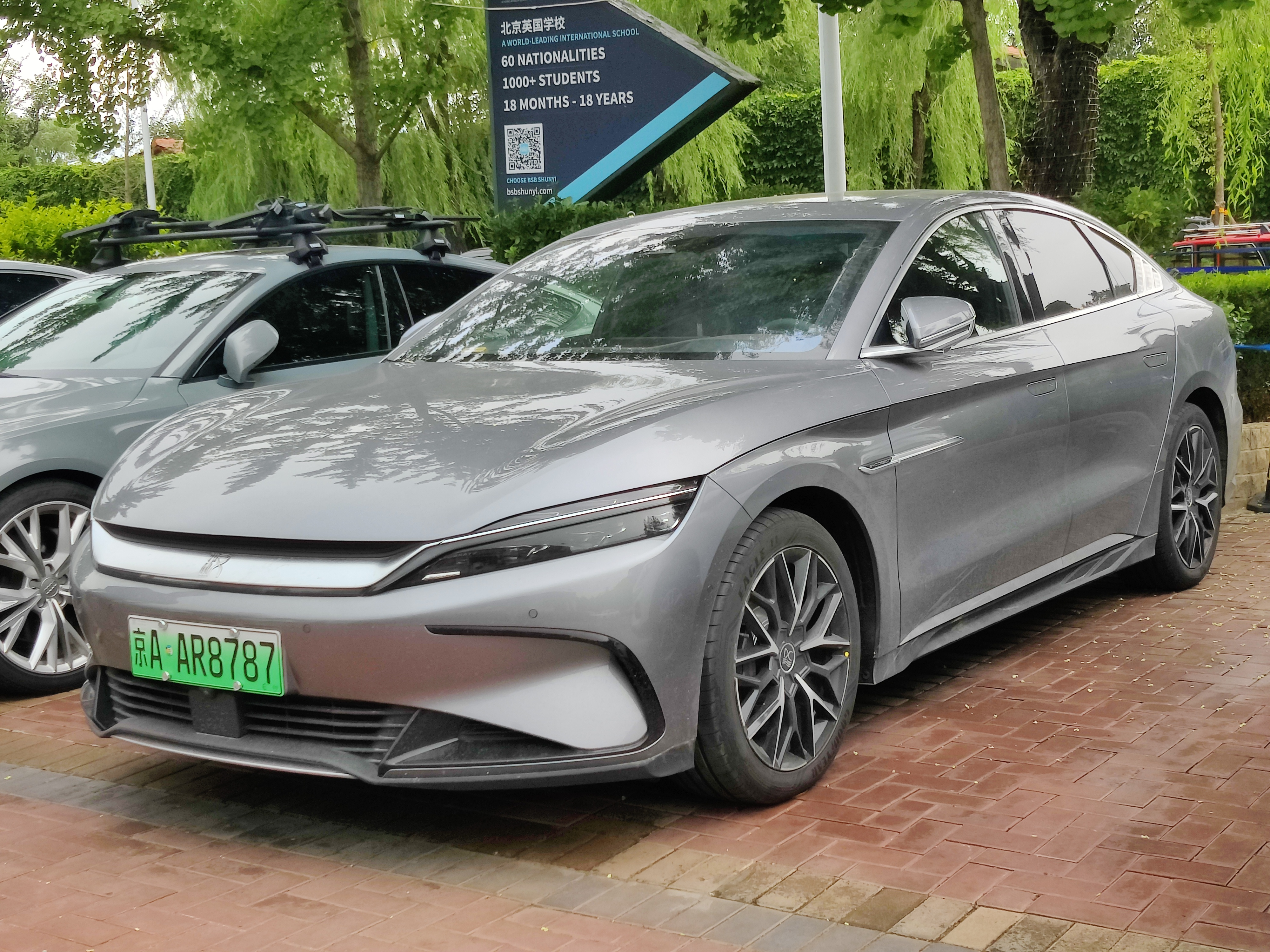
Visão frontal do BYD Han EV (facelift)
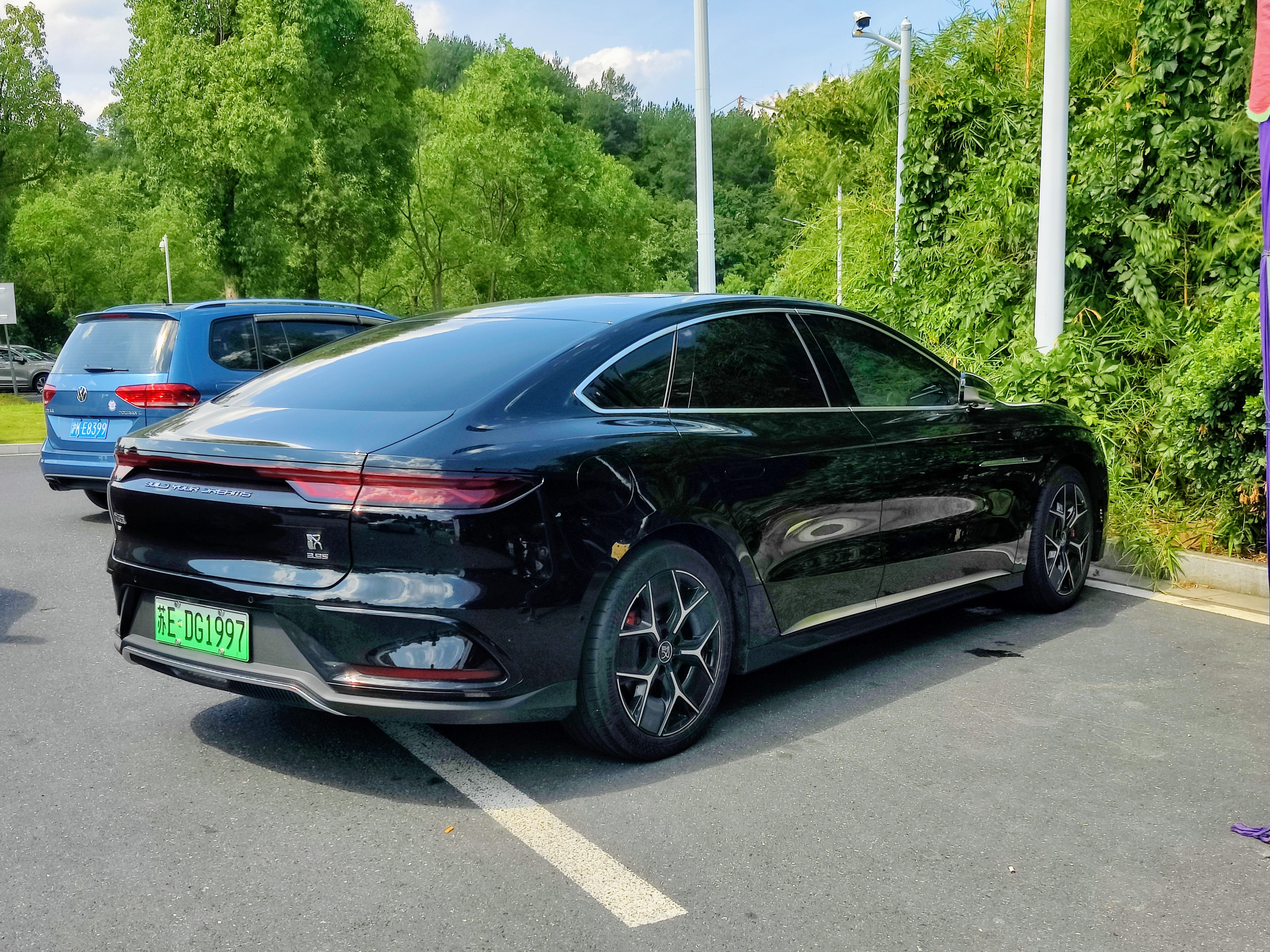
Visão traseira do BYD Han EV (facelift)

## Prêmios
O Han EV ganhou o iF Design Award 2021, o primeiro sedã de uma marca de automóveis chinesa a ganhar o prêmio.